# 브랜던 모랠리
브랜던 멀랄리(Brandon Molale, 영어 발음: /məˈlɑːli/, 1971년 11월 24일 ~ )는 미국의 배우이다.

## 작품 목록
- 본 토마호크